# Малиновая орденская лента
Мали́новая о́рденская ле́нта (лат. Catocala sponsa) (другие названия — пурпу́ровая ле́нточница, мали́новая ле́нточница) — ночная бабочка из семейства Erebidae, представитель рода ленточниц (Catocala).

## Ареал
Малиновая орденская лента является западнопалеарктическим видом. Ареал распространён на широколиственные и смешанные (хвойно-мелколиственные с примесью широколиственных) леса практически всей Европы (кроме северных районов), севера Африки, Малой Азии, Ирана, Закавказья и Западного Казахстана.
На территории России встречается в Европейской части, на Кавказе и в Нижнем Поволжье.

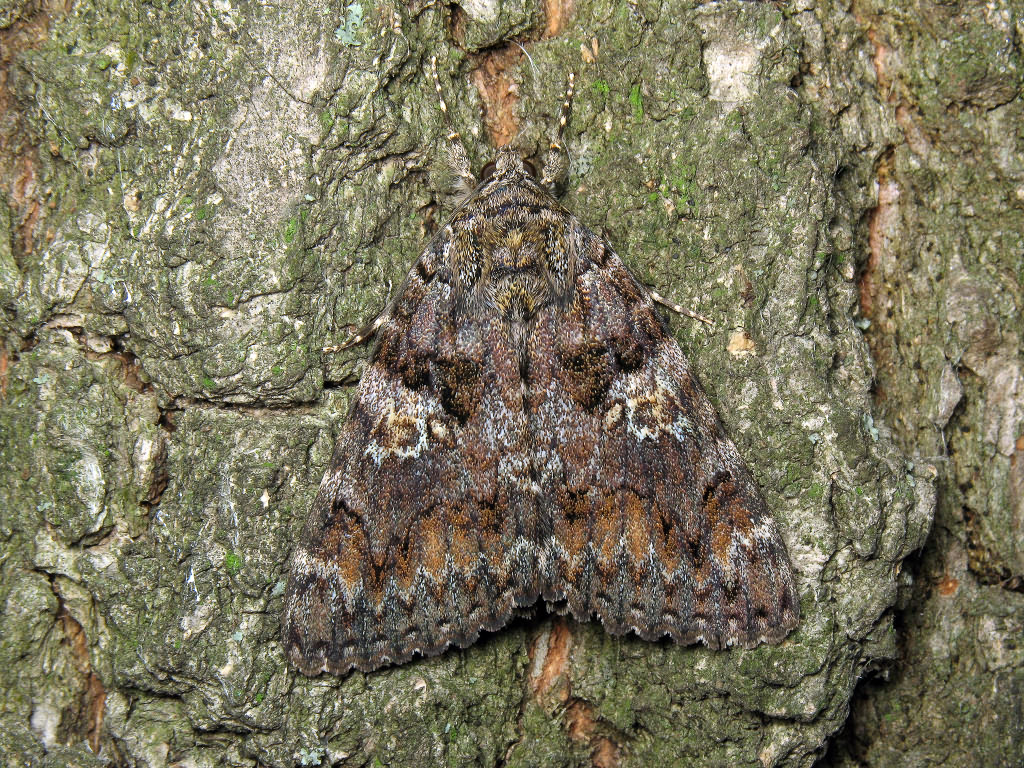
Бабочка со сложенными крыльями на дереве

## Описание
Представляет собой крупную ночную бабочку с размахом крыльев до 6,8—8 см. Передние крылья — буро-серого цвета с рисунком из поперечных перевязей и пятен ржавого и светло-бурого цвета, что характерно для совок, задние — малиново-красного цвета с чёрными каймой и перевязью в виде растянутой W. В состоянии покоя передние крылья закрывают красочные задние, при необходимости отпугнуть врагов бабочка приподнимает передние крылья, показывая яркие нижние.
Пурпуровые ленточницы летают во второй половине лета — с конца июля по начало августа. В светлое время суток сидят на деревьях. Зимуют в стадии яйца, период развития гусениц длится около 24 дней и приходится на май-июнь. Гусеницы пурпуровой ленточницы питаются листьями дуба, ивы и осины (по другим данным, гусеницы бабочки кормятся только на дубе). Приманиваются на свет и сахар.

## Охранный статус
Малиновая орденская лента занесена в ряд региональных красных книг России, в том числе в Красные книги: Московской, Ярославской, Волгоградской, Нижегородской и Смоленской областей. Численность данного вида на территории России медленно сокращается. Основными лимитирующими факторами являются: вырубка широколиственных лесов, ухудшение их состояния вследствие хозяйственного использования и рекреационной нагрузки, химическая обработка дубов, направленная против дубовой листовёртки. Кроме того, бабочки часто гибнут у источников света.

## В филателии
Малиновая ленточница неоднократно появлялась на почтовых марках стран Европы, в том числе: в 1969 году на марке Венгрии, в 1986 на марке СССР, в 1991 на марке Польши и в 2005 году на марках России, Белоруссии и Украины.

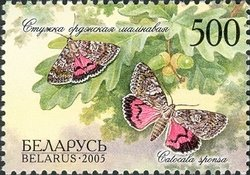
Почтовая марка Белоруссии, 2005

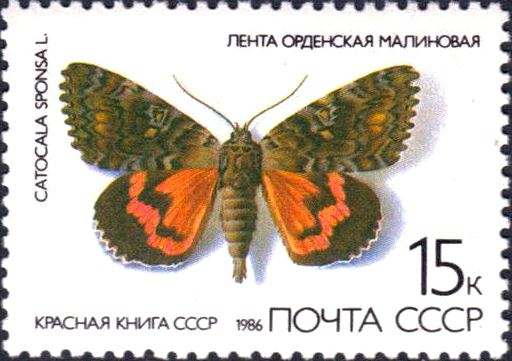
Почтовая марка СССР, 1986